# Middelbreedte
De middelbreedte (mid-latitude, middle-latitude, of corrected mean latitude) is de breedtegraad waar de booglengte van de parallel die de meridianen door twee posities scheidt, exact gelijk is aan de departure, de afstand van de oost-west-component van de loxodroom tussen deze twee punten. Uit praktische overwegingen wordt bij navigatieberekeningen echter vaak de gemiddelde breedte genomen, het rekenkundig gemiddelde van de breedtes van de twee posities.
Voor de middelbreedte φb geldt:
{\displaystyle \varphi _{m}=\arccos \left({\Delta \varphi _{AB} \over \Delta \backslash \!B_{AB}}\right)}
waarbij ΔφAB het breedteverschil is tussen positie A en B en Δ\BAB het vergrotende breedteverschil.
Voor kleinere afstanden is de fout door gebruik te maken van de gemiddelde breedte te verwaarlozen, maar bij afstanden van meer dan 600 zeemijl is dit niet meer het geval.